# Buluku Ravine
Die Buluku Ravine ist ein kurzer Fluss an der Küste im Osten von Dominica im Parish Saint David.

## Geographie
Die Buluku Ravine entspringt auf dem Hügelkamm von Wimblew bei Seseti, westlich der Bataca Church of the Nazarene und stürzt in kurzen, steilem Lauf nach Osten, wo sie nach wenigen hundert Metern, südlich von Burarati an der Steilküste in den Atlantik mündet.
Die Quellen entstehen aus demselben Grundwasserleiter wie die westlich benachbarten Frenchman Ravine und Ravine Pois Doux. Nach Süden schließt sich das Einzugsgebiet des Isulukati River (Crayfish River) an.